# Keiju Okada
Keiju Okada (en japonés: 岡田奎樹, Okada Keiju, Kitakyushu, 2 de diciembre de 1995) es un deportista japonés que compite en vela en la clase 470.
Participó en dos Juegos Olímpicos de Verano, obteniendo una medalla de plata en París 2024, en la clase 470 mixto (junto con Miho Yoshioka), y el séptimo lugar en Tokio 2020, en la clase 470.
Ganó dos medallas en el Campeonato Mundial de 470, en los años 2023 y 2024.

## Palmarés internacional
| \| Juegos Olímpicos \| Juegos Olímpicos \| Juegos Olímpicos \| Juegos Olímpicos \| \| Año \| Lugar \| Medalla \| Clase \| \| ------------------ \| ---------------------- \| ----------------- \| ---------------- \| \| 2024 \| París (Francia) \| Medalla de plata \| 470 mixto \| \| Campeonato Mundial \| \| \| \| \| Año \| Lugar \| Medalla \| Clase \| \| 2023 \| La Haya (Países Bajos) \| Medalla de oro \| 470 mixto \| \| 2024 \| El Arenal (España) \| Medalla de bronce \| 470 mixto \| |                        |                   |           |
| Juegos Olímpicos |                        |                   |           |
| Año | Lugar                  | Medalla           | Clase     |
| 2024 | París (Francia)        | Medalla de plata  | 470 mixto |
| Campeonato Mundial |                        |                   |           |
| Año | Lugar                  | Medalla           | Clase     |
| 2023 | La Haya (Países Bajos) | Medalla de oro    | 470 mixto |
| 2024 | El Arenal (España)     | Medalla de bronce | 470 mixto |